# Вершино-Дарасунский
Верши́но-Дарасу́нский (до 1954 года — Дарасун) — посёлок городского типа (с 1932) в Тунгокоченском районе Забайкальского края России. Административный центр городского поселения «Вершино-Дарасунское».
Одно из старейших золотодобывающих поселений Забайкалья.
Население — 4981 чел. (2021), самый крупный населённый пункт района.
Распоряжением Правительства РФ от 29 июля 2014 года № 1398-р «Об утверждении перечня моногородов» город включён в категорию «Монопрофильные муниципальные образования Российской Федерации (моногорода), в которых имеются риски ухудшения социально-экономического положения».

## География
Расположен на правом берегу реки Дарасун (левый приток Торги, бассейн Нерчи) в 56 км к юго-востоку от районного центра, села Верх-Усугли, в 260 км к северо-востоку от Читы.

## История
Посёлок основан с открытием в 1865 году россыпного месторождения золота в пади Узур-Малахай (бур. үзүүр малгай «остроконечная шапка»). В 1866 году месторождение объявлено прииском Кабинета Его Императорского Величества, которое впоследствии было пожаловано золотопромышленнику М.Д. Бутину. Вначале велась выборочная промывка песка и работы на охристых рудах. Разработка золоторудного месторождения, открытого в 1883 году, началась с 1911 года.
В 1927 году рудник «Дарасунский» вошёл в объединение «Союззолото». В 1930 году создан комбинат в составе треста «Востокзолото», состоящий из рудника, обогатительной фабрики и подсобных предприятий. С 1934 по 1954 год — комбинат «Дарасунзолото» в составе треста «Забайкалзолото», затем Дарасунский рудник. В 1932 году население — 6600 чел. С 1938 года издавалась газета «Дарасунский рабочий».
В 1954 году переименован в Вершино-Дарасунский для отличия от существовавших в области двух других поселков Дарасун (Дарасун, Курорт-Дарасун), где определение указывает на положение в горах, при истоке («вершине») реки Дарасун (с бурят. «хорошая вода, дар земли»),. До 1977 в составе Шилкинского района.
В 1999—2002 годах действовало ЗАО «Талатуй-Чита». С 2002 года восстановлением производства и добычей золота занимается ООО «Рудник Дарасун». В 2002 году между администрацией Читинской области и компанией «Руссдрагмет» был подписан договор о реконструкции предприятия «Руссдрагмет» — это управляющая компания предприятиями российско-британского холдинга «Highland Gold Mining Ltd», созданная для консолидации и развития российских золотодобывающих активов, внедрения и использования наиболее успешных мировых технологий в производстве золота, развития новых промышленных инвестиционных проектов. В реконструкцию рудника будет инвестировано $28 млн, более 20 из которых уже освоено.
Сегодня здесь построена золотоизвлекательная фабрика, которая будет перерабатывать 450 тонн руды и давать до 4,5 тонн золота в год. Агрофирма «Вершино-Дарасунская» в 2001 году реорганизована в ООО «Агроголд». В 2002 году население — 6743 чел.
В период с 10 марта 1948 по 29 апреля 1953 года действовал исправительный лагерь, который находился в составе управления ИТЛ и колоний УМВД по Читинской области, но подчинялся Специальному главному управлению МВД СССР, занимающемуся непосредственным обслуживанием золотодобывающих предприятий. Спецконтингент использовался на обслуживании комбината «Дарасунзолото» и строительстве цеха цианирования концентратов. В лагере находилось около 1200 заключённых, которые строили шахты и дома, занимались выщелачиванием цианида для обработки концентратов. Начальники: И.С. Барабанщиков, А.И. Компанейцев, Н.А. Шаврин.

## Население
| 1932  | 1959    | 1970    | 1979    | 1989    | 2002  | 2009  |
| ----- | ------- | ------- | ------- | ------- | ----- | ----- |
| 6600  | ↗11 867 | ↘11 407 | ↘10 799 | ↘10 384 | ↘6743 | ↘6527 |
| 2010  | 2011    | 2012    | 2013    | 2014    | 2015  | 2016  |
| ↘5946 | ↘5921   | ↘5759   | ↘5739   | ↘5670   | ↘5598 | ↘5504 |
| 2017  | 2018    | 2019    | 2020    | 2021    |       |       |
| ↘5478 | ↘5398   | ↘5275   | ↘5209   | ↘4981   |       |       |

## Экономика
В посёлке действуют: ООО «Дарасунский рудник», ООО «Агроголд», хлебозавод и др. До 1990-х функционировал аэропорт.

## Известные люди
В Вершино-Дарасунском проживает Герой Социалистического Труда Ф.Ф. Фахрутдинов..
В Вершино-Дарасунском в восьмилетней школе учился будущий академик М.И. Эпов.

## Символика
Герб посёлка Вершино-Дарасунского представляет собой щит с изображением: «В голубом поле зелёная ель и часть чёрного лесопильного ножа». По статье А.А. Жулая «Современные гербы Забайкалья» («Вестник геральдиста» № 1).

## Образование и культура
В посёлке имеются: 2 средние школы, открытая (сменная) школа, 2 детских сада, Детско-юношеская спортивная школа, Дом детского творчества, Детская школа искусств, кинотеатр «Кристалл», Оздоровительно-образовательный центр, отделение связи, центральная районная больница, поликлиника. С 2002 года в Вершино-Дарасунском располагается районный отдел образования.

## Религия
В 2008 году было начато строительство Успенского храма. Осенью 2010 года был установлен купол.

## Разное
Входит в Перечень населенных пунктов Забайкальского края, подверженных угрозе лесных пожаров